# مایر (آریزونا)
مایر (به انگلیسی: Mayer) یک منطقهٔ مسکونی در ایالات متحده آمریکا است که در شهرستان یاواپای، آریزونا واقع شده‌است. مایر ۵۲٫۰۰ کیلومتر مربع مساحت و ۴۳٬۴۸۲ نفر جمعیت دارد و ۱٬۳۴۶ متر بالاتر از سطح دریا واقع شده‌است.